# Список персонажей мультсериала «Дарья»
В данной статье представлены персонажи сериала «Дарья», выходившего с 1997 по 2002 годы.

## Семья Моргендорфферов

### Дарья Моргендорффер
Дарья Моргендорффер (англ. Daria Morgendorffer) — главная героиня мультсериала. Дарья присутствует в каждой серии и почти всегда оказывается в центре сюжета. Её фразы обычно жестки и до предела циничны, но, с другой стороны, она страдает от недостатка мотивации. Дарья редко меняет выражение лица и тон голоса, что является её отличительной чертой, хотя периодически на её лице появляется удовлетворённая улыбка, напоминающая улыбку Джоконды. Дарья утверждает, что ей не важна собственная внешность, но иногда события и действия героини дают понять, что она все же задумывается над своим обликом, но боится предать свои ценности и стать второй Квин. Вместе с тем Дарья все же проявляет некоторую заинтересованность своим внешним видом — она заботится о сохранении серости своей внешности, чтобы избежать внимания к своему телу и последующего пренебрежения личностью. Дарью озвучивает Трейси Грэндстэфф (в начале показа у аудитории сформировалось ошибочное мнение, что её озвучивала Джанин Гарофало, продержавшееся некоторое время и успевшее широко распространиться).

#### Общественная жизнь
Дарья не обременена жаждой общения и рвением к общественной нагрузке, предпочитая общество книг. Однако она все же находит себе подругу в лице Джейн и, в последнем сезоне, парня по имени Том. Дарья пользуется уважением многих жителей Лондейла: старшего брата Джейн — Трента, детей из семьи Гапти, где Дарья была сиделкой, и Амелии — девочки из лагеря «Гризли».
Дарья зачастую деструктивна. Её интеллектуальный потенциал обычно служит оружием. Иногда для «добра с кулаками» («This Year’s Model»), иногда для слепого разрушения («Cafe Disaffecto»), иногда для собственной обороны (в «Учении дона Джейка» Дарья единственная не стала есть опасные ягоды, что и позволило ей сохранить трезвый ум).

### Квин Моргендорффер
Квин Моргендорффер (англ. Quinn Morgendorffer) — младшая сестра Дарьи. Единственные интересы Квин — мода и свидания. Она вице-президент «Модного клуба». Как и Дарья, Квин учится в школе Лондейл, но является полной противоположностью своей сестры. К ужасу и отвращению Дарьи, Квин жизнерадостна, привлекательна и популярна среди других учеников. Кроме того, в большинстве серий она становится главным бичом для Дарьи. Квин так стыдится своей сестры, что утверждает, что она единственный ребёнок в семье, а Дарья — её двоюродная сестра. Иногда в сериале намекают на то, что Квин умна, но просто не пользуется этим, боясь потерять популярность и стать копией своей старшей сестры.
Квин озвучивает Венди Хупс.

#### Образ
Квин — стереотипная эгоцентричная девушка, думающая в основном о моде, покупках, свиданиях и своей популярности. Вполне возможно, что её интересы ограничивались бы только банальностями, если бы не её желание поступить вместе со своими друзьями в «Колледж вечеринок». Несмотря на это, Квин глубже чем кажется, хотя это и не всегда заметно из-за её заниженной самооценки. Так, в эпизоде 206 «Монстр» Квин признаётся Дарье в мыслях о том, что выглядеть симпатичной и быть популярной — единственное, к чему она способна, и именно поэтому она уделяет внимание исключительно этому. Однако в некоторых эпизодах Квин пытается наладить отношения с учёбой, за что получает непонимание и насмешки от «подруг» по Модному клубу. Несмотря на то, что Квин не проявляет свой интеллект, изредка она, как и Дарья, способна быть хитрой и управлять другими, особенно в тех случаях, когда это сулит ей выгоду.
В последних сезонах Квин пересматривает своё отношение к жизни и начинает больше ценить свой интеллект и своих родных, хотя и на свой лад.

#### Отношения с Дарьей
Между Квин и Дарьей сложились довольно напряжённые отношения. Они постоянно обижаются друг на друга, а разница во взглядах и «социальном статусе» порождает множество конфликтов. Когда Дарья не раздражена или обижена, её отношения с Квин зачастую напоминают деловую сделку с условиями, сроками, оговорками и заключительным платежом. На протяжении сериала повторяется шутка, заключающаяся в том, что Квин не хочет признаться в том, что Дарья — её сестра, поэтому подруги Квин убеждены (или подыгрывают ей из вежливости) в том, что Дарья её кузина, прислуга или посторонний человек, и часто называют её «та странная девочка, которая живёт с вами». Однако в последних сезонах отношения Квин и Дарьи улучшились настолько, что Квин публично призналась в том, что Дарья — её сестра. Хотя сёстры получают удовольствие, «сражаясь» друг с другом (правда, Квин менее охотно признаётся в этом), между ними существует сестринская любовь, даже если они не признают это открыто. Изредка сёстры объединяются, чтобы совместными усилиями добиться своих целей, обычно для того чтобы выпутаться из неприятностей или избежать какой-нибудь беды.

#### Общественная жизнь
Социально активная Квин быстро стала самой популярной девушкой в Лондейле. Несмотря на то, что у Квин довольно много знакомых, готовых с ней встречаться (так много, что она составила рейтинг парней, с которыми ходит на свидание), постоянный интерес она проявляет только к Джоуи, Джеффи и Джеми — трём игрокам школьной футбольной команды, которые учатся с ней в одном классе. Они всюду следуют за Квин и готовы удовлетворять любые её капризы, чем она постоянно пользуется в личных целях. Однако за пределами школы Квин реже находит мужчин, желающих сходить с ней на свидания, некоторые из них с большим удовольствием предпочитают общество Дарьи.

### Джейк Моргендорффер
Джейк (Джейкоб) Моргендорффер (англ. Jake Morgendorffer) — отец Дарьи и Квин, мужчина среднего возраста, темноволосый, худой, почти всегда носит синюю пиджачную пару, склонный к звонким припадкам гнева по различным незначительным поводам и его собственному травмирующему военному воспитанию. Джейк был озвучен Джулианом Реболледо.

#### Биография
Джейк Моргендорффер был сыном эмоционально жестоких родителей. В частности его властный отец, «Бешеный Пёс» Моргендорффер, мучил сына беспощадно и, в конечном счёте, отправил его в военную школу при первой же возможности. Пребывание Джейка в военной школе травмировало его ещё сильнее, поскольку его родители отказались посещать его, и практически забыли о нём до её окончания.
Впоследствии Джейк поступил в колледж и встретил свою будущую жену Хелен. Они оба принадлежали в то время к «контркультуре» хиппи, которая успокаивающе влияла на кипящий котел подавляемого гнева и ненависти к миру, окружавшему Джейка, и к его отцу, который к тому времени уже умер. После окончания колледжа Джейк и Хелен переехали в коммуну хиппи и затем поженились.
Как многие хиппи, Джейк и Хелен отошли от «контркультуры» 1960-х и к концу 1970-х начали работать в корпоративном мире. Джейк начал работать в области рекламы, не добившись большого успеха. Вдобавок к этому Джейк работал на очень властного босса, относившегося к нему плохо (Джейк называл его «мини-Муссолини» в эпизоде «Boxing Daria») и постоянно оскорблявшего его.
Джейк и Хелен родили двух дочерей, Дарью и Квин. В это время семья жила в городе Хайленд (родной город Бивиса и Баттхеда). Семья прожила там в течение нескольких лет перед переездом в Лондейл. Подразумевалось, что переезд семьи был связан решением Джейка оставить свою работу и начать своё собственное дело независимого консультанта по рекламе. На новом месте Джейк должен был испытать свободу того, чтобы быть самому себе боссом и освободить его от заполненной напряжением среды, в которой он работал раньше.

#### Взаимоотношения с Хелен
Джейк и Хелен всегда были и остались страстно влюблёнными друг в друга, но между ними в их отношениях есть сильно затаённое чувство недовольства. Хелен описала поведение Джейка как «блуждание в тумане, когда он не рассердился» психологу. Его общая смиренность часто заставляет Хелен принимать большинство решений. Когда Джейк входит в гнев, Хелен либо сводит все к шутке, либо конфликтует с ним.
В эпизоде «Psycho Therapy», Джейк обвиняет Хелен в тотальном контроле, в условиях которого у него нет права на ошибку. Их попросили изобразить в ролевой игре друг друга, и Джейк изобразил Хелен самовлюблённой женщиной-трудоголичкой без сочувствия, в то время как Хелен изобразила Джейка человеком с безумно-депрессивной саможалостью, который не пытается решать собственные проблемы и питает отвращение к ответственности. Оценка Джейка действительно поразила и расстроила её, затем он приносил ей за это свои извинения.
И тем не менее, они оба все ещё заботятся друг о друге, и нет никакой нехватки страсти в их браке.

#### Личность
Как жертва долгого жестокого эмоционального обращения, Джейк страдает от невротического поведения, которое время от времени граничит с умственной болезнью. Его обычная реакция на каждодневный стресс состоит в том, чтобы избежать конфликта, обычно укрываясь за газетой и симулируя чтение. Однако, несмотря на эту защиту, Джейк, постоянно предаётся припадкам воплей и крика на вещи, реальные и воображаемые, которые выводят его из себя. Джейк склонен постоянно кричать «Черт!» в течение таких тирад. Эти резкие колебания настроения в конечном счёте подрывают его здоровье, и однажды Джейк получает сердечный приступ, который оставляет его прикованным к постели в течение некоторого времени. Однако, в течение его выздоровления, Дарья указывает к его радости, что, несмотря на эту проблему со здоровьем, он смог пережить по возрасту своего ненавистного отца.
В отличие от многих жертв жестокого обращения в детстве, Джейк никогда не проявлял склонности к физической или эмоциональной жестокости по отношению к своей жене или детям. В действительности, его дети являются весьма защищёнными благодаря отцу, а его жена Хелен часто пытается шуткой вывести его из его припадков.
Несмотря на невротическое поведение Джейка, были периоды, где он проявлял истинное понимание жизни своих детей, например в эпизоде «Boxing Daria», в котором он объяснил Дарье, что в то время как она была трудным в общении ребёнком из-за её затворнического поведения и они пробовали поощрить её к более общительному поведению, в итоге они поняли её и признали, что Дарья была очень одарённой и не собиралась походить на всех остальных.

### Хелен Моргендорффер
Хелен Моргендорффер (англ. Helen Morgendorffer) — мать Дарьи и Квин. Она трудоголик-адвокат, в семье Хелен главная. «Мама обижается, что ей приходится так много работать, что усиливает чувство вины за то, что она хочет так работать», — такую характеристику даёт ей Дарья, так как Хелен всегда с радостью готова выполнить поручения начальника Эрика, в результате чего не может проводить много времени с семьёй и жалеет об этом. Она всячески пытается наладить эмоциональный контакт с мужем и дочерьми. Имеет двух сестёр: Эми и Риту, которые регулярно ей докучают. Хелен озвучивает Венди Хупс.

## Сёстры Хелен Моргендорффер

### Эми Барксдейл
Эми Барксдейл (англ. Amy Barksdale) — младшая сестра Хелен. Холодная и циничная дама. Единственный взрослый персонаж, способный понять любимую племянницу Дарью и быть ею понятой.

### Рита Барксдейл
Рита Барксдейл (англ. Rita Barksdale) — старшая (или средняя) сестра Хелен. Популярная у мужчин, избалованная женщина, любимица матери. Ещё с детства соперничает с Хелен.

## Семья Лейнов
- Джейн Лейн (англ. Jane Lane) — талантливая художница. Второй центральный персонаж мультсериала. Она лучшая подруга Дарьи и разделяет многие её взгляды на жизнь, но более жизнерадостна. Младшая из 5 детей в семье Лейнов, живёт со своим старшим братом Трентом практически без родительского надзора. Джейн серьёзно увлекается рисованием. Её озвучивала Венди Хупс.
- Трент Лейн (англ. Trent Lane) — старший брат Джейн, лидер группы «Мистическая спираль». Единственный из Лейнов, кто вместе с Джейн постоянно проживает в их доме. Его персонаж имеет явное сходство с Джейкобом Диланом из The Wallflowers, другим прототипом предполагается Трент Резнор из Nine Inch Nails. На протяжении первых трёх сезонов сериала Дарья проявляла интерес к нему, к его пониманию жизни, но их отношения не сложились как из-за разницы в возрасте, так и в силу понимания Дарьей его лени и безответственности. Был озвучен Альваро Дж. Гонсалесом.
- Аманда Лейн (англ. Amanda Lane) — мать Джейн, художница, сторонница «свободного воспитания», что в большинстве случаев даёт печальные результаты.
- Винсент Лейн (англ. Vincent Lane) — отец Джейн, фотохудожник, проводящий большую часть времени в поездках за границей.
- Саммер Лейн (англ. Summer Lane) — одна из старших сестер Джейн, вероятно самая старшая из пяти детей. Мать четверых детей, постоянно сбегающих из дома.
- Ветер Лейн (англ. Wind Lane) — старший брат Джейн, трижды разведённый, с трудом контролирующий свои эмоции.
- Пенни Лейн (англ. Penny Lane) — одна из старших сестер Джейн, вероятно средняя из пяти детей. Последние 10 лет живёт за границей. Имя вероятно является отсылкой к песни The Beatles «Penny Lane», которая в свою очередь ссылается на улицу в Лондоне.

## Семья Слоанов
- Том Слоан (англ. Tom Sloane) — парень Дарьи, сын очень богатых и влиятельных родителей. Появился в конце третьего сезона в качестве парня Джейн, но начал проявлять симпатию к уму и целеустремлённости Дарьи, что довело подруг до временной ссоры. В финальном полнометражном фильме «А скоро колледж?» Дарья решает его бросить, поскольку разница в их социальном положении создаёт различие их интересов.
- Энджер Слоан (англ. Angier Sloane) — отец Тома, богатый мужчина с ужасным чувством юмора.
- Кэтрин Слоан (англ. Katherine Sloane) — мать Тома, хорошо относится к Дарье и её семье.
- Элси Слоан (англ. Elsie Sloane) — сестра Тома, состоит не в самых лучших отношениях с братом.

## Семья Гриффинов
- Сэнди Гриффин (англ. Sandi Griffin) — президент Модного Клуба. Стервозна, тайно завидует Квин и всячески пытается настроить подруг против неё, но несмотря на это, Сэнди и Квин довольно в неплохих отношениях.
- Том Гриффин (англ. Tom Griffin) — отец Сэнди.
- Линда Гриффин (англ. Linda Griffin) — мать Сэнди. Очевидно, конкурирует с Хелен, так же как её дочь с Квин, карьеристка.
- Крис Гриффин (англ. Chris Griffin) — младший брат Сэнди, питает симпатию к Квин, что раздражет Сэнди.
- Сэм Гриффин (англ. Sam Griffin) — младший брат Сэнди, также неравнодушен к Квин.

## Семья Тейлоров
- Бриттани Тейлор (англ. Brittany Taylor) — лидер школьной группы болельщиц. Изображает из себя глупую блондинку, хотя на самом деле ей нередко приходят в голову неплохие мысли. Довольно мила и добра, к Дарье в том числе.
- Стив Тейлор (англ. Steve Taylor) — отец Бриттани, «ценитель» искусства, покупающий копии знаменитых картин, чучела животных и разные дорогие безделушки. Так в одной из серий он подарил своей дочери хрустальный рупор за то, что средний балл Бриттани — «тройка».
- Эшли Амбер Тейлор (англ. Ashley-Amber Taylor) — мачеха Бриттани, одержима драгоценностями, намного глупее падчерицы.
- Брайн Тейлор (англ. Brian Taylor) — младший брат Бриттани, латентный садист и каприза.
- Вивиан Тейлор (англ. Vivian Taylor) — биологическая мать Бриттани

## Семья Томпсонов
- Кевин Томпсон (англ. Kevin Thompson) — полузащитник школьной сборной по футболу, двоечник, всё время говорящий и делающий глупости, парень Бритни.
- Даг Томпсон (англ. Doug Thompson) — отец Кевина, поощряет занятия футболом для сына больше, чем академическую успеваемость. Имеет ошибочные представления о жизни. Достаточно богат.
- Шарлин Томпсон (англ. Charlene Thompson) — мать Кевина, самая умная из семьи Томпсонов. Скрывает, что не любит Бриттани.

## Семья Лэндонов
- Джоди Лэндон (англ. Jodie Landon) — одноклассница Дарьи, отличница, общественница, «образцовый афроамериканский подросток», страдает от контроля родителей, поддерживает добрые отношения с Дарьей.
- Эндрю Лэндон (англ. Andrew Landon) — отец Джоди, изобретатель складного стакана для кофе, излишне контролирует детей в стремлении обеспечить им карьеру.
- Мишель Лэндон (англ. Michele Landon) — мать Джоди, во всём пытается найти недоброжелательное отношение к афроамериканцам.
- Рэйчел Лэндон (англ. Rachel Landon) — младшая сестра Джоди.
- Эван Лэндон (англ. Evan Landon) — младший брат Джоди, младенец и предмет гордости для отца.

## Ученики школы Лондейл
- Майкл МакКензи (англ. Michael Jordan MacKenzie) — капитан школьной футбольной команды, афроамериканец, одноклассник Дарьи и бойфренд Джоди, хороший ученик, единственный из состава школьной команды по американскому футболу, кому не приходится выпрашивать тройки. Выручал в сложной ситуации Кевина, спас Джоди от учёбы в ненавистном ей колледже. Его семья принадлежит к более низкому классу, чем семья его подруги Джоди, что особенно подчёркивается в фильме «А скоро осень?», где он был вынужден работать летом продавцом мороженого, чтобы вернуть отцу долг, сделанный в третьем классе, в то время как Джоди работает в офисе сенатора и учится гольфу. Создатели сериала признавались, что они недостаточно разрабатывали его образ и потому забыли дать ему недостатки[1][2].
- Андрэйа (иногда перев. Андрэа, Андрия) (англ. Andrea) — девочка-гот, одноклассница Дарьи, по требованию родителей работает в супермаркете и стыдится этого, имеет заниженную самооценку.
- Чарльз Руттгеймер III (Тошнотик) (англ. Charles "Upchuck" Ruttheimer III) — одноклассник Дарьи. Постоянно пристаёт к девушкам, пытается быть галантным, довольно умён и многогранно талантлив, но постоянно ведёт себя настолько по-клоунски, что, за редчайшим исключением, выглядит как феноменальный идиот, а наличие у него каких-то способностей оказывается для зрителя порядочным сюрпризом. Почти все девушки сериала испытывают к нему отвращение, и лишь гот Андреа в финальном полнометражном фильме не послала его в ответ на его ухаживания.
- Тиффани Блюмдеклер (англ. Tiffany Blumdeckler) — координатор Модного Клуба, имеет своеобразную манеру общения, говорит монотонно и очень медленно. Тиффани крайне лицемерна. Если Стейси сказала что-то неприятное, говорит: «Стейси, фу». В серии «Lucky strike» педофил, нанятый учителем в школе Лондейл заигрывал с ней.
- Стейси Роу (англ. Stayci Row) — секретарь Модного клуба, страдает от неуверенности в себе. Одна из самых умных в Модном Клубе. Пытается понравиться Сэнди и Квин. В серии «Qwin the brain» выясняется, что она умеет писать стихи.
- Джоуи, Джеффи, Джеми (англ. Joey, Jeffy, Jamie) — поклонники Квин, входят в основной состав школьной футбольной команды. Несмотря на безответность Квин, они продолжают оказывать ей знаки внимания. Этих троих постоянно путают между собой.
- Томми Шерман — бывший ученик, бывшая звезда футбольной команды, в силу чего имеет статус героя школы. Феноменальный самовлюблённый хам. Не блещет интеллектом, но неплохо разбирается в людях. Довольно быстро охарактеризовал натуру Дарьи (довольно нелестным образом), но через несколько минут унёс своё понимание её персоны с собой в могилу.

## Учителя школы Лондейл
- Мисс Анжела Ли (англ. Ms. Li) — директор старшей школы Лондейла. Имеет сильный акцент. Когда она говорит о возглавляемой ею школе, в её тоне слышатся умиление и почтение. Мисс Ли изображается самодовольным, всегда уверенным в своей правоте диктатором, не проявляющим уважение к своим ученикам и самовольно тратящим школьные фонды на усовершенствование системы безопасности школы. Образ мисс Ли пародировал представителей школьной администрации конца 90-х, боящихся перестрелок в школе, а потому уделявших слишком большое внимание мерам безопасности.
- Мистер Энтони ДеМартино (англ. Mr. Anthony DeMartino) — учитель истории. В начале сериала он явно разочарован в своей профессии. Его характерной чертой является привычка выкрикивать каждое четвёртое или пятое слово во фразе, после чего его правый глаз опасно увеличивается в размерах. Гнев мистера ДеМартино представляет собой характерный пример едкого юмора, столь свойственного Дарье, а сам мистер ДеМартино — один из любимых персонажей среди поклонников сериала.
- Миссис Диана Беннет (англ. Mrs. Bennett) — учитель экономики.
- Мисс Клер Деффо (англ. Ms. Defoe) — учитель изобразительных искусств, восхищается творчеством Джейн.
- Мисс Джанет Барч (англ. Ms. Barch) — учитель естественных наук, мужененавистница, состоит в отношениях с Тимоти О’Нилом, учителем литературы.
- Миссис Маргарет Мэнсон (англ. Mrs. Manson) — школьный психолог, вечно занята, вследствие чего не уделяет должного внимания работе. Часто её функции выполняет Тимоти О’Нил. Единственное появление — серия «Esteemsters».
- Мистер Тимоти О’Нил (англ. Mr. O'Neill) — учитель английского и литературы, очень ранимый, добрый, своё ошибочное представление о современных подростках и их воспитании, видимо, черпает из книг.
- Мисс Моррис (англ. Ms. Morris) — учитель физкультуры и тренер по футболу, не любит Дарью и Джейн.

## Группа «Мистическая спираль»
- Джесси Морено (англ. Jesse Moreno) — ритм-гитарист (хотя в некоторых сериях изображён как басист) группы «Мистическая спираль».
- Николас Кэмпбелл (англ. Nicholas Campbell) — басист (хотя в некоторых сериях изображён как гитарист) группы «Мистическая спираль».
- Макс Тайлер (англ. Max Tyler) — барабанщик группы «Мистическая спираль».
- Трент Лейн (англ. Trent Lane) — гитарист и вокалист группы «Мистическая спираль», бездельник.

## Виртуальные «персонажи»
- Мелоди Пауэрс (англ. Melody Powers) — женщина-суперагент, убившая любовника как «красного», героиня произведения, сочинённого Дарьей для прочтения в кафе в качестве общественной нагрузки. Предположительно, является средоточием жизненных фрустраций самой Дарьи, облечённых в гротескную форму («Мэри Сью» Дарьи как автора).
- «Поющая Джейн», «Танцующая Дарья» и прочие неестественные вариации главных героев; Духи Праздников (Дух Рождества, Купидон и т. п.) — «одноразовые» персонажи, появляющиеся в сериях, не вписывающихся в основной сериал ни по стилю, ни по сюжету, ни по какой-либо логике или наличию здравого смысла. Наиболее распространённой точкой зрения среди поклонников является то, что эти серии представляют собой выведенные на экран произведения, написанные самой Дарьей. Это позволяет отнести их персонажей к этой группе.